# 胡東漸
胡東漸（？—？），字訖海，又字向若，號懷南，山東济南府章丘县人。明朝政治人物。

## 生平
正月初二日生，治書经，萬曆十九年（1591年）山東辛卯科第二十二名舉人，萬曆二十三年（1595年）登乙未科進士，兵部觀政，二十四年十月初授直隶廣平府推官，二十九年擢户部浙江司主事，筦太仓银库，一丝不染。三十一年管御馬监草场，三十二年改兵部主事，三十四年典試四川，三十六年調吏部考功司主事，三十七年調文选司，晉吏部员外郎，三十八年升稽勋司郎中，本年养病，三十九年五月京察以才力不及降職。四十二年降补两淮盐运司副使，四十四年升任南京工部营缮司员外郎，转虞衡司郎中，又调任南京禮部祠祭司郎中，再调南京吏部文选司郎中，泰昌元年（1620年）十二月晋南京太仆寺少卿。天启六年（1626年），升南京都察院右佥都御史，提督操江，魏忠贤柄政，索寄库银四十万两，竟不與。机房胡太監請废營房爲魏忠贤建生祠，拒之。後祠成，又不拜，遂于七年二月勒令致仕。怡然就道，難進易退，時論高之，崇禎中入祀鄉賢。

## 家族
曾祖胡清，庠生。祖胡来贡，歲贡、主簿。父胡儒胤。母周氏。永感下。娶王氏，子胡玹、胡瑛。